# Hinweisgeberschutzgesetz
Das deutsche Hinweisgeberschutzgesetz trat am 2. Juli 2023 in Kraft (§ 41 am 3. Juni 2023) und setzt die Richtlinie (EU) 2019/1937 (Hinweisgeberrichtlinie) in nationales Recht um. Es ist Art. 1 des Gesetzes für einen besseren Schutz hinweisgebender Personen sowie zur Umsetzung der Richtlinie zum Schutz von Personen, die Verstöße gegen das Unionsrecht melden vom 31. Mai 2023.
Durch das Gesetz sollen Hinweisgeber (Whistleblower) geschützt und einheitliche Standards zur Meldung von Missständen in Deutschland und den Institutionen der Europäischen Union und zum Schutz der Meldenden normiert werden. Externe Meldestellen bearbeiten auch anonym eingehende Meldungen.
Als Begründung für das Gesetz wird Folgendes angeführt: Beschäftigte in Unternehmen und Behörden nehmen Missstände oftmals als erste wahr und können durch ihre Hinweise dafür sorgen, dass Rechtsverstöße aufgedeckt, untersucht, verfolgt und unterbunden werden. Hinweisgeber übernehmen Verantwortung für die Gesellschaft und verdienen daher Schutz vor Benachteiligungen, die ihnen wegen ihrer Meldung drohen und sie davon hindern können.

## Meldestellen
Es gibt im Sinne des Gesetzes interne und externe Meldestellen. Die internen Meldestellen (§§ 12 bis 18 HinSchG) sind in Unternehmen vorzuhalten.
Die externen Meldestellen werden von der öffentlichen Hand eingerichtet (§§ 19 bis 31 HinSchG). Eine zentrale externe Meldestelle wurde beim Bundesamt für Justiz (BfJ) eingerichtet, ihre Arbeitsweise ist in der HEMBV geregelt. Daneben werden die bestehenden Meldesysteme bei der Bundesanstalt für Finanzdienstleistungsaufsicht sowie beim Bundeskartellamt in externe Meldestellen überführt.
Zudem gibt es externe Meldekanäle der Europäischen Kommission, des Europäischen Amts für Betrugsbekämpfung (OLAF), der Europäischen Agentur für die Sicherheit des Seeverkehrs (EMSA), der Europäischen Agentur für Flugsicherheit (AESA), der Europäischen Wertpapier- und Marktaufsichtsbehörde (ESMA) und der Europäischen Arzneimittel-Agentur (EMA).